# Togg
Togg là một công ty thuộc sở hữu nhà nước của Thổ Nhĩ Kỳ có trụ sở tại Gebze, chuyên sản xuất ô tô điện. Nó được thành lập vào năm 2018.
Vào cuối những năm 2010, Tổng thống Thổ Nhĩ Kỳ Recep Tayyip Erdoğan đã kêu gọi thành lập một thương hiệu xe du lịch quốc gia mới. Điều này dẫn đến việc công bố kế hoạch ra mắt thương hiệu TOGG vào tháng 11 năm 2017, chính thức bắt đầu hoạt động vào năm 2018.
Vào ngày 27 tháng 12 năm 2019, buổi giới thiệu chính thức của hai chiếc xe TOGG đầu tiên đã diễn ra tại trụ sở chính của công ty ở Gebze, Thổ Nhĩ Kỳ. Sự kiện giới thiệu thiết kế của một chiếc SUV nhỏ gọn chạy điện và một chiếc sedan nhỏ gọn cũng chạy điện.
Thời gian bắt đầu sản xuất hàng loạt chiếc xe do studio Ý Pininfarina phát triển vào năm 2018 dự kiến vào cuối năm 2022.